# Sông Tư
Sông Tư (Tư Giang hay Tư Thủy, chữ Hán giản thể:  资江 hay  资水; chữ Hán phồn thể: 資江 hay 資水; bính âm: zī jiāng; Wade-Giles: Tzu¹-chiang¹) là một trong bốn con sông lớn nhất ở tỉnh Hồ Nam, Trung Quốc. Đây cũng là một trong 4 chi lưu của sông Dương Tử. Sông này dài 653 km và có lưu vực rộng 282.142 km² (26.728 km² ở Hồ Nam). Tư Giang có hai nguồn phía nam và phía tây, trong đó nguồn phía nam là chủ yếu, từ Quảng Tây.